# Trillando la fina
Trillando La Fina es el octavo y último álbum de estudio de la banda argentina de heavy metal Almafuerte, publicado en 2012 por el sello discográfico independiente Dejesu. 
Su nombre se debe a la cosecha de plantas de grano pequeño, como por ejemplo el trigo, lino, cebada, etc.

## Detalles
Contiene una nueva grabación del tema «La llaga» (editado en el álbum A fondo blanco en 1999), originalmente una canción puramente folclórica, esta vez siendo interpretada en versión heavy metal.
El disco fue presentado al público de forma oficial el 22 de septiembre de 2012 durante un recital en la ciudad de Santa Rosa. 
Durante el recital se interpretó uno de los temas del disco, «Mamuil Mapu», en el que son nombrados los departamentos que componen la provincia de La Pampa, a la que se hace referencia también en otras canciones del disco.
Una particularidad de este álbum es que al principio se vendió exclusivamente en los shows de la banda. 
Se puso a la venta en disquerías y tiendas recién en marzo de 2013.

## Lista de canciones
Todas las canciones compuestas por Almafuerte.

| N.º | Título                       | Duración |  |
| 1.  | «Muere, Monstruo Muere»      | 4:06     |  |
| 2.  | «Trillando La Fina»          | 3:26     |  |
| 3.  | «Pa' Pelusa»                 | 4:44     |  |
| 4.  | «Si Me Ves Volver»           | 3:49     |  |
| 5.  | «Pa'l Recuerdo»              | 4:00     |  |
| 6.  | «Ciudad De Rosario»          | 3:25     |  |
| 7.  | «Mi Credo»                   | 4:03     |  |
| 8.  | «La Llaga» ((Nueva versión)) | 1:54     |  |
| 9.  | «Glifosateando»              | 3:51     |  |
| 10. | «Mamuil Mapu»                | 2:48     |  |
| 11. | «Caballo Negro»              | 2:00     |  |

## Créditos
Almafuerte
- Ricardo Iorio - Voz
- Claudio Marciello - Guitarra eléctrica y guitarra acústica
- Beto Ceriotti - Bajo
- "Bin" Valencia - Batería

- Datos: Q6152660